# Reichsverkehrsdirektion Dnjepropetrowsk
Reichsverkehrsdirektion Dnjepropetrowsk var ett tyskt järnvägsdistrikt som drev järnvägstrafik i delar av det ockuperade Sovjetunionen under andra världskriget. Det sattes upp den 12 november 1942 i Dnepropetrovsk för att ansvara för driften av de konverterade järnvägslinjerna i de bakre områdena. Den 22 november 1942 inlemmades Reichsverkehrsdirektion Poltawa i direktionen. Direktionen hade sin huvudort i Dnepropetrovsk fram till november 1943 då man flyttade en halva till Uman och den andra halvan till Dolginzewo, i december 1943 samlades direktionen i Uman. I januari 1944 flyttade man vidare till Birzula. I september 1944 upplöstes direktionen i Berent. Trots att man bedrev järnvägstrafik i Rikskommissariatet Ukraine hade Rikskommissariatet ingen formell kontroll utan Reichsverkehrsdirektionen löd under Generaldirektion Osten med säte i Warszawa som kontrollerade all järnvägstrafik i öster.

## Organisation
Direktionen hade större avdelningar i följande orter:
Driftsavdelningar
- Apostolovo
- Dolginzewo
- Nikolajew
- Simferopol
- Snamenka

Maskinavdelningar med lokverkstäder
- Dolginzewo
- Nikolajew
- Simferopol

Byggnadsavdelningar
- Dolginzewo
- Nikolajew
- Simferopol